# حديثة الخريشا
حديثة علي عبد الله الخريشا  كان شيخا من مشائخ القبائل في الأردن في القرن التاسع عشر والعشرين الميلاديين. حديثة كان أحد شيخين أساسيين لقبيلة بني صخر والتي يمكن القول أنها كانت أقوى قبيلة في الأردن. كان الشيخ حديثة شيخ الفرع الشمالي من بني صخر المعروف باسم «الكعابنة» ، في حين كان الشيخ مثقال الفايز شيخ الفرع الجنوبي من القبيلة المعروف باسم «الطواقا». في أوائل القرن العشرين (عام 1922 و 1924)  حديثة وقبيلته بني صخر، بالإضافة إلى قبائل  أخرى شرق أردنية مثل الحويطات وحلف البلقاوية حاربوا جماعة إخوان من طاع الله التابعين لعبد العزيز بن سعود والذين استغلهم في إنشاء المملكة العربية السعودية. وقد كانت هذه الحركة بالنسبة  لعبد العزيز بن سعود أداة للتوسع الإقليمي وإضفاء الشرعية الدينية عليه. ووفقا للملك فيصل آل سعود، فإن المقاومة المسلحة لبني صخر  ضد ابن سعود وجيوشه كانت «السبب في أن المملكة العربية السعودية ليس لها حدود مع فلسطين ولماذا لم يحكم آل سعود  في الشام». حديثة كان معروفا في جميع أنحاء البلاد العربية بحكمته وفروسيته،  ولعب دورا هاما في بناء الدولة الأردنية الحديثة ووتشكيلها. وبكونه حليف وداعم الملك عبد الله الأول، شغل حديثة منصب عضو مجلسي النواب والأعيان، بما في ذلك أول مجلس أعيان أردني  عام 1947 والذي تتألف من عشرة أعضاء. كما كان قد انتخب الشيخ حديثة ليكون عضوا في المجلس التشريعي الثاني في حزيران  1931, والرابع المجلس التشريعي الرابع عام 1937 في حين كانت الأردن لم تزل إمارة. حديثة كان أيضا واحد من الأعضاء المؤسسين لحزب التضامن الأردني في آذار / مارس 1933. الشيخ حديثة أيضا عمل على زراعة واحة الأزرق في الأردن.

## نسبه وأسرته
ينتسب الشيخ حديثة إلى عشيرة الخريشة، بطن من الكعابنة من بني صخر من قبيلة حرب. وهو حديثة بن علي بن عبد الله بن الحميدي بن خلف بن سالم بن حنيف بن محمد بن سليم من العبد الله (الحنيف) الخريشة.

### أولاده:[16]
- علي
- نايف
- نواف
- جمال
- محجم
- تركي
- حاكم

### أخوانه:[16]
- جدعان، وكان فارساً.
- مشاش، وكان شاعراً
- عرقوب، وكان فارساً
- جدوع، وكان عقيد قوم ودليلاً ذا معرفة فذة بمجاهيل الصحراء.
- محمد، وكان ذا اهتمام بأحوال الناس ومصالحهم.

## مولده ونشأته
ولد الشيخ حديثة في عام 1882 في الغدف جنوبي مدينة الأزرق بالأردن في وسط أسرة كريمة الخلق والنسب. كان والده شيخ قبيلته وزعيمهم، الأمر الذي أثر في تربيته ونشأته حيث أنه نشأ على حسن الخلق ورفيع الأدب والفروسية. أرسله والده علي إلى دمشق لتلقي العلم في مدارسها. كان الشيخ حديثة كثير الترحال والسفر، وذلك بسبب تربيته بين عشيرته ذات الانتماء البدوي وكثرة السفر والترحال معهم، مما أدى إلى زيادة نماء معرفته بالبلاد العربية وناسها وأحوالها ومعرفة عاداتهم وتقاليدهم. ارتحل الشيخ حديثة إلى عدة مدن عربية منها الشام وشبه الجزيرة العربية والعراق، واطلع على حياة الشعوب في تلك الأراضي وأحوالهم، الأمر الذي أدى إلى زيادة انتمائه لوطنه وشعبه.

## صفاته وخصاله
تميز الشيخ بشخصية قائمة على الفطرة السوية منها الحلم والكياسة وكان صاحب رأي ومشورة. تميز الشيخ بالإتزان في الأقوال والأفعال والتريث قبل إعطاء أي حكم. اشتهر الشيخ بكرم الطباع وكان جواداً كريماً سخياً معطاءً، وحبه لمساعدة الغير وحسن الضيافة وكان يستقبل كل محتاج ومظلوم هارب بتوفير الطعام والمسكن والأمان.

## العلاقات مع الأمير عبد الله والوطنيين العرب وشيوخ القبائل
كانت علاقة كل من شيخ حديثة والأمير عبد الله، والذي أصبح لاحقا الملك عبد الله، وثيقة، ولكن كانت تحدث بينهما خلافات من حين لآخر. الأمير عبد الله و"بني صخر" كان بنهما رابطة قوية، والواقع أنه في آب / أغسطس 1922 نقل الأمير عبد الله معسكره إلى الموقر، بالقرب من القلاع الصحراوية، حيث مناطق بني صخر. هناك الأمير عبد الله بدأ تنظيم قوة من البدو المحاربين للدفاع عن البلاد ضد هجمات إخوان من طاع الله الذين استغلهم ابن سعود في تكبير مملكته.  وقد عبرالأمير عبد الله عن إخلاصه وامتنانه لولائهم وشجاعتهم من خلال تخصيص الأراضي والهدايا وحتى المزايا الضريبية. رئيس الفرع الشمالي من قبائل بني صخر، حديثة الخريشا تتمتع بعلاقات وثيقة كذلك مع السوريين القوميين العرب   ولذلك فقد كان حلقة الوصل بينهم وبين الأمير عبدالله. خلال 1925-1927، أي في وقت الثورة السورية ضد الانتداب الفرنسي ومن أولئك السوريين القوميين عبد الرحمن الشهبندر.

## وفاته

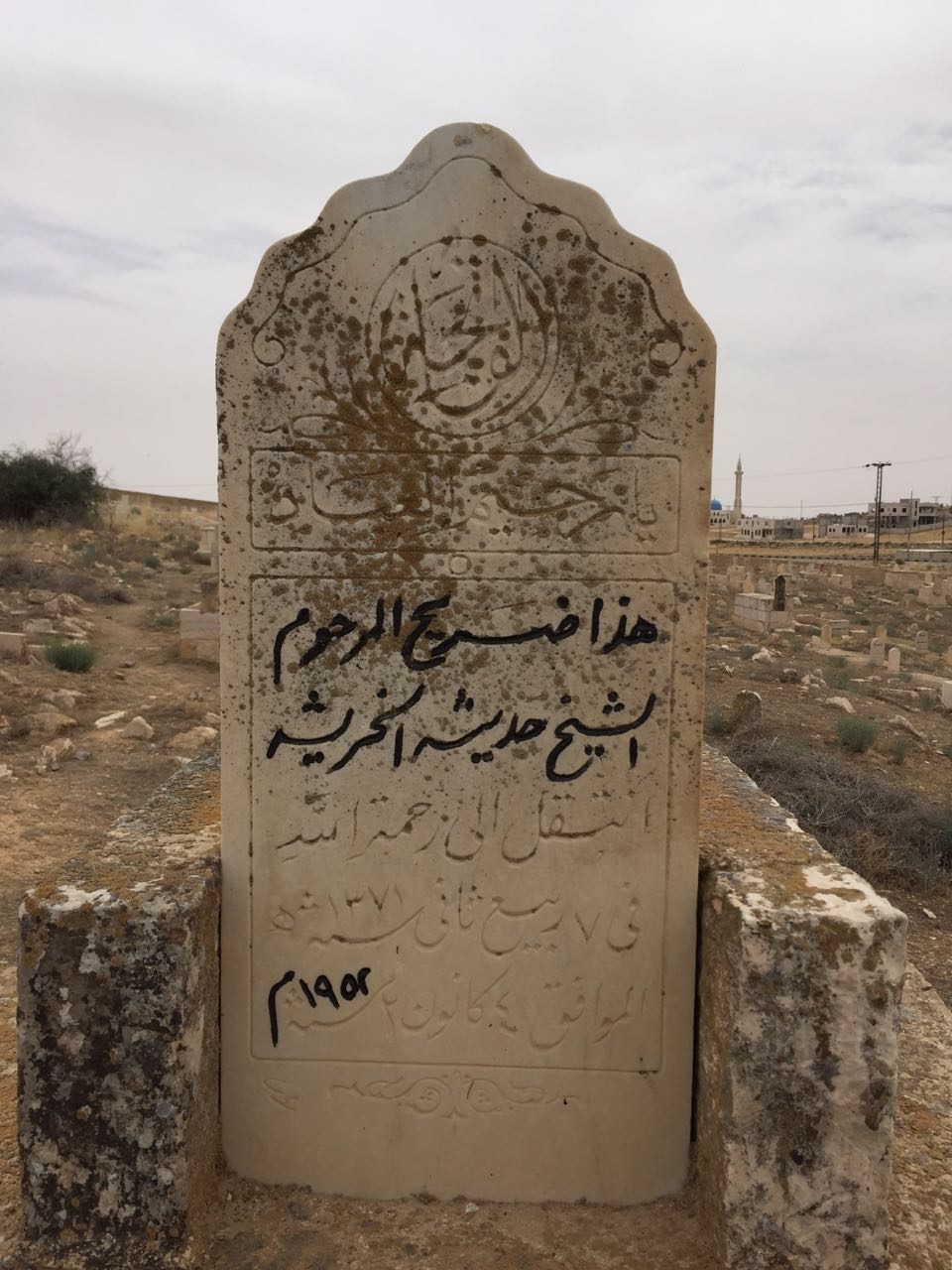
قبر الشيخ حديثة في الموقر.

حديثة توفي في 4 يناير 1952 ودفن في الموقر جنوب العاصمة عمان في وسط الأردن.

## شهادة الناس له
- ذكر الأستاذ المؤرخ جوت ناشخو قي أبحاثه التوثيقية عن استقرار الشيشان والشركس في الأردن أن للشيخ حديثة الخريشة الفضل الأول في إعمار مدينة الأزرق وإشكان الشيشان فيها ومنحهم الأراضي والمزارع وإعطائهم كاهو أهم من ذلك وهو الأمن والأمان، لأن العشائر البدوية المجاورة رفضت استقبال العنصر الشيشاني الجديد أو القبول بوجوده بينهم، إلا أنها قبلت بذلك لمهابة الشيخ حديثة الخريشة ومكانته الرفيعة وسريان كلمته على عشائر الرولة والسرحان والخريشة وبني صخر حيث كانوا يدينون له بالولاء وبعترفون له بالطاعة ويلتزمون بضماناته وكفالته وأمره ونهيه..

- يشيد (برنتون) بخصال الشيخ حديثة الخريشة وعلى الرغم من أنه لم يكن غنياً آنئذ فهو الذي قدم الطعام لقوات الدرك في الليلة الأولى في 7/10/1920م ويذكر (برنتون) دور الشيخ (منور الحديد) أيضاً ولكن يعطي الدور الأكبر للشيخ حديثة ويصفه بأنه (جنتلمان) حقيقي.تقرير (برنتون) في 9/10/1920م، مرسل بواسطة المعتمد البريطاني في السلط التقرير من 3 صفحات. مرفق ترجمة عنه كاملة.